# إدوارد دانفورث ويليام
إدوارد دانفورث ويليام (بالإنجليزية: Edward Danforth Hale)‏ هو معلم موسيقى أمريكي، ولد في 1 فبراير 1859 في Aquebogue, New York ‏ في الولايات المتحدة، وتوفي في 6 نوفمبر 1945 في كولورادو سبرينغس في الولايات المتحدة.